# 2012 у театрі

## Події
- 11 квітня — Чернівецький академічний обласний театр ляльок отримав статус академічного[1]
- 12 грудня — VI з'їзд Національної спілки театральних діячів України у приміщенні київського Будинку акторів[2]

## Прем'єри
Січень
- 1 січня —
  - «Кішчин дім» за Самуїлом Маршаком (реж. ???, Чернівецький музично-драматичний театр імені Ольги Кобилянської)

- 28 січня —
  - «Лавина» за Тунджером Джудженоглу (реж. ???, Чернівецький музично-драматичний театр імені Ольги Кобилянської)

Лютий
- 9 лютого —
  - «Афінські вечори» Петра Гладиліна[ru] (реж. Ігор Славинський, Київський національний академічний Молодий театр)[3]

Березень
- 10 березня —
  - «Дюймовочка» Михайла Урицького за мотивами однойменної казки Ганса Крістіана Андерсена (реж. Михайло Урицький, Київський муніципальний академічний театр ляльок)

- 27 березня —
  - «Вірна дружина» Сомерсет Моема (реж. Антон Меженін, Миколаївський академічний художній російський драматичний театр)

Квітень
- 7 квітня —
  - «Дульсінея Тобоська» Олександра Володіна (реж. Володимир Петренко, Театр «Віримо», м. Дніпро)

- 21 квітня —
  - «Сім’я. Сцени» Ганни Яблонської (реж. Стас Жирков, Київський незалежний театр «Відкритий погляд»)
  - «Шельменко-денщик» за однойменною п'єсою Григорія Квітки-Основ'яненка (реж. ???, Чернівецький музично-драматичний театр імені Ольги Кобилянської)

Травень
- 1 травня —
  - «Сарана» Біляни Срблянович (реж. Ярослав Федоришин, Львівський академічний духовний театр «Воскресіння»)

- 17 травня —
  - «Капітан Фракас» Теофіля Готьє (реж. Олександр Ковшун, Харківський академічний український драматичний театр імені Тараса Шевченка)

- 18 травня —
  - «Перехрестя» балет–триптих на музику Мирослава Скорика (реж. Раду Поклітару, копродукція театру «Київ Модерн-балет» із Національною оперою України ім. Тараса Шевченка)

- 19 травня —
  - «Вода життя» Валерія Шевчука (реж. Григорій Шумейко, Національний академічний український драматичний театр імені Марії Заньковецької)

Вересень
- 14 вересня —
  - «Войцек. Карнавал плоті» за п’єсою «Войцек» Георга Бюхнера (реж. Дмитро Богомазов, Київський академічний театр драми і комедії на лівому березі Дніпра)

- 16 вересня —
  - «Ще раз про Червону Шапочку» за Юлієм Кімом (реж. ???, Чернівецький музично-драматичний театр імені Ольги Кобилянської)

- 25 вересня —
  - «Пасажир у валізі» за п’єсою «Біля ковчегу о восьмій» Ульриха Хуба (реж. Тамара Трунова, Київський академічний театр драми і комедії на лівому березі Дніпра)

- 27 вересня —
  - «Останній термін» В. Распутина (реж. Володимир Петренко, Київський академічний обласний музично-драматичний театр імені П. К. Саксаганського, м. Біла Церква)

Жовтень
- 14 жовтня —
  - «Гуппі» Василя Сігарєва (реж. Стас Жирков, Київський незалежний театр «Відкритий погляд»)

- 16 жовтня —
  - «Чевенгур» за однойменним романом Андрія Платонова (реж. Оксана Дмітрієва, Харківський державний академічний театр ляльок імені В. А. Афанасьєва)

- 19 жовтня —
  - «Зірки» Ані Гіллінґ (реж. Олександр Ковшун, Харківський театр-студія «Вінора»)

- 27 жовтня —
  - «Повернення» Олексія Кравчук за мотивами твору «Маленький принц» Антуана де Сент-Екзюпері (реж. Олексій Кравчук, Перший український театр для дітей та юнацтва, м. Львів)

Листопад
- 3 листопада —
  - «Найлегший спосіб кинути курити» Михайла Дурнєнкова[ru] (реж. Стас Жирков, копродукція Київського незалежного театру «Відкритий погляд» із Національним центром театрального мистецтва імені Леся Курбаса)

Грудень
- 20 грудня —
  - «Випадок на вулиці Лурсін» Ежена Лабіша, А. Мюнпьє (реж. Олександр Ковшун, Харківський театр для дітей та юнацтва)

Без дати
- - (???) «Вечір із гарненькою та самотньою» Олега Єрнєва (реж. Тамара Трунова, Київський театр «Вільна сцена»)[4]

- - (???) «Два ангела» Віктора Шендеровича (реж. Максим Голенко, Миколаївський академічний український театр драми і музичної комедії)

- - (???) «Де всі?» за п'єсою «Познач мене» Лізи Лангсет (реж. Тамара Трунова, Дім освіти та культури «Майстер Клас»)

- - (???) «Їжачок з туману» Сергія Козлова (реж. Оксана Дмітрієва, Харківський державний академічний театр ляльок імені В. А. Афанасьєва)

- - (???) «…майже ніколи не навпаки» за однойменною книгою Марії Матіос (реж. Ростислав Держипільський, Івано-Франківський академічний обласний музично-драматичний театр імені Івана Франка)

- - (???) «Маскарад» за однойменною п'єсою[ru] Михайла Лермонтова (реж. Олексій Кравчук, Луганський академічний обласний російський драматичний театр)

- - (???) «Мата Харі» Олени Грьоміної (реж. Максим Голенко, Миколаївський академічний художній російський драматичний театр)

- - (???) «Сон смішної людини» Федора Достоєвського (реж. Максим Голенко, Національний академічний драматичний театр імені Івана Франка, камерна сцена)

- - (???) «Фредерік, або Бульвар злочину» Еріка-Емманюеля Шмітта (реж. Олексій Кравчук, Донецький національний академічний український музично-драматичний театр)

- - (???) «Холостяки і холостячки» Ханоха Левіна (реж. Тамара Трунова, Київська академічна майстерня театрального мистецтва «Сузір'я»)

- - (???) «Шокошопінг» Отона Жупанчича (реж. Роза Саркісян, Будинок Актора імені Леся Сердюка, м. Харків)

- - (???) «Школа нетеатрального мистецтва» (реж. Владислав Троїцький, поставка на фестивалі «ГогольFest»)

- - (???) «Я, спадкоємець» Едуардо Де Філіппо (реж. Олексій Зубков, Національний академічний драматичний театр імені Івана Франка)

## Фестивалі
- 11 березня — 29 квітня — Театральний фестиваль «Театральна весна» (м. Калуш)[5]

## Діячі театру

### Померли
Січень
- 8 січня —
  -  Світлана Харитонова (79) — радянська і російська актриса театру і кіно

- 22 січня —
  -  Ріта Горр[en] (85) — бельгійська меццо-сопрано

- 24 січня —
  -  Патриція Невай (???) — американська сопрано

- 25 січня —
  -  Коста Цонев (82) — болгарський актор

Лютий
- 3 лютого —
  -  Бен Газзара (81) — американський актор
  -  Сергій Павленко (59) — російський композитор

- 11 лютого —
  -  Йосип Сумбаташвілі (96) — грузинський і російський художник театру, сценограф

- 14 лютого —
  -  Златко Црнкович (???) — хорватський актор

- 23 лютого —
  -  Дмитро Набоков[en] (77) — американський оперний співак

- 25 лютого —
  -  Ерланд Юсефсон (88) — шведський актор театру і кіно, режисер та письменник

## Театральна література
- О. Д. Шуляр. Історія вокального мистецтва: [монографія]: Ч.ІІ. — Івано-Франківськ : «Плай», 2012. — 166 с.
- За заг. ред. М. О. Гринишиної. Український театр ХХ століття: Антологія вистав (ІПСМ НАМ України). — Київ : «Фенікс», 2012. — 944 с. — ISBN 966-136-024-1.[6]
- Єрмакова Н. П. Березільська культура: Історія, досвід. — Київ : «Фенікс», 2012. — 512 с. — ISBN 978-966-136-029-6.[7]

## Конкурси на заміщення керівних посад
Завершення каденції
- липень — Неупокоєв Руслан Валентинович, головний режисер Чернівецького академічного обласного театру ляльок

### Дискусії
- Чим український театр може зацікавити світ Надія Яремчук для ж-лу «Український тиждень» (27 березня 2012)